# Micropotamogale ruwenzorii
Micropotamogale ruwenzorii là một loài động vật có vú trong họ Tenrecidae, bộ Afrosoricida. Loài này được de Witte & Frechkop mô tả năm 1955.